# La Vérité sur Lorin Jones
La Vérité sur Lorin Jones (The Truth About Lorin Jones) est un roman de l'écrivaine américaine Alison Lurie paru originellement en septembre 1988.
La traduction française paraît en 1er février 1989 aux éditions Rivages. Il reçoit, la même année, le prix Femina étranger.

## Éditions
- Éditions Rivages, 1989,  (ISBN 978-2869301993).